# 抗战胜利勋章
抗战胜利勋章是中國抗日战争结束后中華民國國民政府授予抗战有功人士的勋章。民国三十四年（1945年）10月8日，国民政府軍事委員會国防最高委员会通过了《颁给胜利勋章案》。10月10日公布《颁给胜利勋章条例》。1946年1月8日，又修正为《颁给胜利勋奖章条例》。该勋章为襟绶有表，不分等级。勋章中心为时任国民政府主席蒋中正肖像，肖像由八颗金星围绕，其四周为光芒，并以红色代表胜利。章环则用嘉禾围绕着中华民国国徽。
1945年10月10日、10月11日、10月12日《中央日报》连续三天在第三版刊载国民政府与1945年10月10日签发的19份国民政府令，公布首批颁授胜利勋章736人名单：
国民政府三十四年十月十日令：蒋中正给予胜利勋章。此令。
其中，首批获授胜利勋章的集团军级以上高级将领94人：
国民政府令：何应钦、程潜、阎锡山、冯玉祥、李宗仁、李济深、白崇禧、陈绍宽、唐生智、徐永昌、何成浚、陈仪、熊式辉、张治中、龙云、何键、于学忠、朱绍良、万福麟、张钫、金汉鼎、张之江、吕超、顾祝同、刘峙、蒋鼎文、万耀煌、徐培根、余汉谋、卫立煌、張發奎、薛岳、胡宗南、孙蔚如、卢汉、汤恩伯、王耀武、王缵绪、张镇、邓锡侯、潘文华、钱大钧、贺国光、周至柔、黄光锐、毛邦初、周亚卫、钱卓伦、熊斌、刘斐、刘士毅、王俊、袁守谦、刘咏尧、萧毅肃、戴笠、张笃伦、石敬亭、曾万钟、范汉杰、裴昌会、朱德、彭德怀、叶剑英、杨爱源、唐式遵、上官云相、韩德勤、孙震、郭忏、陈继承、冯治安、周嵒、蒋光鼐、郭寄峤、何柱国、牟中珩、王陵基、高树勋、李延年、马法五、马占山、邓宝珊、刘多荃、香翰屏、黄琪翔、关麟征、邓龙光、夏威、郑洞国、孙元良、张雪中、夏楚中、彭位仁、各给予胜利勋章。此令。
中国国民党中央党部、各省党部、各院辖市党部主任委员等：
国民政府令：吳敬恆、程天放、邵力子、王秉鈞、陈果夫、吴铁城、丁惟汾、潘公展、陈立夫、段锡朋、张道藩、陈济棠、狄膺、吳國楨、陈庆云、葉秀峯、鄭彥棻、余井塘、马超俊、彭昭贤、許孝炎、李惟果、赖琏、戴愧生、何联奎、朱怀冰、徐忍茹、葉溯中、胡一贯、刘蘅静、呂雲章、顾建中、郭紫峻、黃季陸、方治、谷正鼎、邵华、陳泮嶺、刘瑶章、罗霞天、李雄、余俊賢、张炯、周伯敏、王星舟、吴绍澍、卓衡之、袁雍、各给予胜利勋章。此令。
国防最高委员会、资源委员会任要职的：
国民政府令：王寵惠、陈布雷、梁寒操、郭泰祺、刘维炽、沈鴻烈、雷殷、李基鸿、邱昌渭、方显廷、孫越崎、潘铭新、潘简良各给予胜利勋章。此令。
国民政府委员、五院副院长以上元老、国民政府文官处及参军处任要职者：
国民政府令：宋子文、孙科、居正、戴傳賢、于右任、翁文灏、叶楚伧、覃振、周钟岳、刘尚清、孔祥熙、张人傑、邹鲁、张继、熊克武、柏文蔚、李烈钧、李文范、朱家驊、章嘉、胡毅生、钮永建、刘哲、麦斯武德、魏懷、吴鼎昌、商震、陈其采、许静芝、陈方、周仲良、沈砺、俞济时、田士捷、陈希曾、李益滋、杨汝梅、闻亦有、吴大钧、各给予胜利勋章。此令。
行政院秘書長、行政院直属各处处长、各部部长次长、各委员会主任委员副主委、各署署长副署长等：
国民政府令：張厲生、王世杰、陈诚、俞鸿钧、俞飞鹏、谷正纲、周诒春、徐堪、谢冠生、鹿钟麟、蒋梦麟、徐道鄰、罗良鑑、陈树人、薛笃弼、秦汾、鄒琳、蒋廷黻、金宝善、鄭震宇、張維翰、霍法章、甘乃光、刘锴、林蔚、俞大维、鲁佩璋、郭秉文、李傥、谭伯羽、何廉、朱经农、杭立武、龚学遂、凌鸿勋、洪兰友、黄伯度、严慎予、钱天鹤、劉航琛、庞松舟、洪陆东、謝瀛洲、秦德纯、徐思平、赵丕廉、周启刚、李卓敏、沈克非、祝平、彭学沛、各给予胜利勋章。此令。
国民政府第四届立法委员：
国民政府令：吳尚鷹、林彬、吴经熊、陈长蘅、楼桐孙、何遂、梅汝璈、彭醇士、刘克儁、戴修駿、王昆仑、黄右昌、姚傳法、劉盥訓、盧仲琳、马寅初、張鳳九、羅鼎、衛挺生、馮兆異、彭養光、趙迺傳、陈茹玄、胡宣明、刘通、王秉谦、邓鸿业、关素人、董其政、邓公玄、钟天心、周一志、梅恕曾、凌钺、羅運炎、祁志厚、陈顾远、简又文、趙琛、杨幼炯、赵懋华、王曾善、张西曼、王毓祥、艾沙、戴夏、緱克敬、溫源寧、黄金涛、全增嘏、吳雲鵬、张肇元、陳伯莊、凌璋、刘志平、马晓军、洪瑞钊、趙巨旭、羅友仁、趙珮、曾彦、袁世斌、陈紫枫、叶秋原、谌小岑、屈武、许宝驹、溫雄飛、陳海澄、王宜漢、黄芸苏、王培仁、李晉芳、鄒善群、左恭、李慶麐、孫九錄、延国符、简贯三、刘不同、陈训悆、吕復、吴家象、连声海、盛振为、王泉笙、曹经沅、柳克述、陈扬镳、司徒德、吴学义、黄应乾、于振瀛、李元白、谭惕吾、黎照寰、窦子进、姜寿春、各给予胜利勋章。此令。
大法官、检察官等：
国民政府令：茅祖權、夏勤、郑烈、張知本、各给予胜利勋章。此令。
考試院任要职的人士：
国民政府令：賈景德、王子壮、马洪焕、陈大齐、史尚寬、沈士远、张默君、张忠道、盧毓駿、陈训慈、陈念中、陈石珍、陈從政、李竟容、秦大钧、各给予胜利勋章。此令。
监察院监察委员、各地监察使、審計部任要职的人士：
国民政府十月十日令：林云陔、李崇实、劉紀文、程中行、陳肇英、楊亮功、苗培成、郭仲隗、李根源、高一涵、刘侯武、童冠贤、罗家伦、王籍田、刘成禺、李梦庚、王平政、严庄、胡伯岳、白瑞、巴文峻、曾道、李正乐、梅公任、王宪章、朱宗良、王新令、蔡自声、汪東、马耀南、韩骏傑、田炯锦、谷凤翔、范争波、沈尹默、何汉文、吴建常、白鹏飞、吴瀚涛、俞奋、邓春青、林景、何克夫、叶元龙、钱智修、李肖庭、高鲁、毛绍遂、王子弦、各给予胜利勋章。此令。
监察院参事、行政院各部委参事、高等顾问、司长、厅长、直属处长、科研所所长、四川省各行政督察专署专员等：
国民政府十月十日令：但廉？、金体乾、孙希文、陈克文、区鼎新、曾启辉、张有伦、陈凌云、张庚白、张庆桢、姚鵷鸥？、刘继周、刘延涛、周雍能、韦以黻、王辅宜、章祜、萨福均、陶凤山、朱一成、班德、赵连芳、谢家声、沈宗翰、马兆麒？、宋澎？、须愷、康宝志、任师尚、席新齐、程厚之、曾德威、王梦熊、顾树森、唐柯三、孙绳武、达理扎雅、土丹参烈、各给予胜利勋章。此令。
各省政府主席、重庆市长：
国民政府十月十日令：張羣、黃紹竑、王懋功、曹浩森、王东原、吴奇伟、杨森、罗卓英、黄旭初、何思源、孙连仲、傅作义、祝绍周、刘茂恩、马鸿逵、刘文辉、李品仙、刘建绪、冯钦哉、谷正伦、马步芳、吴忠信、贺耀组、各给予胜利勋章。此令。
驻外大使、驻国际组织代表、驻边疆地区外交特派员：
国民政府十月十日令：顾维钧、魏道明、傅秉常、施肇基、钱泰、徐谟、胡世泽、陈介、金问泗、钱昌照、张福运、蒋经国、朱光沐、吴兆洪、刘泽荣、卜道明、倪光华、陈伯恭、李周月梅、各给予胜利勋章。此令。
三民主义青年团任要职者：
国民政府十月十日令：李蒸、刘健群、刘孟纯、倪文亚、王文俊、李寿雍、程思远、黄宇人、张维桢、涂公遂、贺衷寒、顾毓琇、程登科、康泽、项定荣、吴兆羣、各给予胜利勋章。此令。
国民参政会参政员、各省参议会议长副议长、重庆市参议会议长：
国民政府十月十日令：張伯苓、吴贻芳、莫德惠、李璜、江庸、王云五、毛泽东、曾琦、林虎、孔庚、左舜生、褚辅成、冷遹、傅斯年、黄炎培、董必武、王普涵、范予遂、张君劢、羅衡、胡霖、许德珩、王启江、奚玉書、陈绍贤、钱公来、李中襄、榮照、何葆仁、余际唐、陈启天、马元凤、马毅、武肇煦、尹述贤、周炳琳、雷震、向传义、唐昭明、沈肇年、胡忠民、李任仁、陈锡珖、徐宗孺、马震武、平刚、黄元操、朱獻文、余绍宋、林希谦、彭程万、王有蘭、赵恒惕、林式增、王宗山、李梦彪、刘积学、张鸿烈、张维、曹启文、林翼中、吴鼎新、江玮、刘震东、由云龙、李一平、张钦、阎肃、色益提艾买提、胡廷伟、孔繁蔚、张公制、魏敷泽、马步瀛、胡恭先、谭其蓁、康心如、李奎安、各给予胜利勋章。此令。
妇女界领袖，主要来自新生活运动促进总会妇女指导委员会（简称“妇指会”）、中国国民党中央妇女运动委员会、战时儿童保育总会：
国民政府十月十日令：蒋宋美龄、孔宋蔼龄、孙宋庆龄、冯李德全、何王文湘、陈谭祥、马沈慧莲、张蔼真、陈紀彝、谢蘭郁、黄佩蘭、张惠文、唐国桢、陈逸云、赵懋华、趙淑嘉、潘张郁真、吴黄卓群、吕晓道、周董燕梁、庄静、钱用和、史良、刘清扬、曹孟君、徐闓瑞、徐镜平、朱纶、安娥、邓颖超、黄郭秀仪、吴陈通云、吳菊芳、皮以書、薛方少文、谷陈白坚、李郭德潔、陈翠贞、王世静、钮黄梅仙、张马育英、王孝英、张崔振华、陈孙禄卿、刘尊一、胡木蘭、陈吴慕樨、倪斐君、张洪希厚、商杨光宇、徐张令仪、万周长临、孙陈淑英、王萧德华、潘唐冠玉、邓淑仪、伍智梅、翟枕流、黎剑虹、龙顾映秋、傅刘芸生、赵铁？玫、黄振华、劳君展、许淑珍、陈杏容、熊芷、黄崇？峯、李曼瑰、谢緯鹏、戴费马利、王敏仪、岳宝琪、俞庆棠、冯云仙、何艾龄、陈纯廉、薛明剑、郑辟疆、费达生、潘道昌、袁保珠、方萃霞、冯光灌、屠文瑜、张佳璇、周之廉、周翊、彭昭仪、陈慧君、程亚蘭、陈文耀、文思荣、赵一恒、金家骥、徐篆、赵郁仙、曹克勋、杜彦桐、燕重孑、陈肖松、陈庆云、李家应、刘绮文、陈瑞玉、彭训、杨崇瑞、赵洪文国、各给予胜利勋章。此令。
著名国立大学校长、中央警官學校教育长：
国民政府十月十日令：胡适、梅贻琦、竺可桢、王星拱、臧启芳、陆志韦、李士珍、各给予胜利勋章。此令。
新闻界大报社社长：
国民政府十月十日令：萧同兹、于斌、陈博生、曹谷冰、黄少谷、王芸生、胡健中、成舍我、王梵生、龚德柏、各给予胜利勋章。此令。
军界元老、后方将领：
国民政府十月十日令：端木杰、刘膺古、耿幼麟、石化龙、吴思豫、姚琮、黄镇球、何浩若、李汉魂、黄维、桂永清、张贞、樊崧甫、方昉、陈尔修、马青菀、吳滄洲、倪弼、蕭贊育、毛庆祥、馮聖法、魏益三、陈逸凡、张秉钧、郑介民、陳焯、晏勋甫、张华辅、陈良、方天、李酆、林可勝、卢致德、陆荫楫、杨正治、林湛、劉翰東、林伯森、湯堯、华振麟、徐庭瑤、邓文仪、韩文焕、李俊龙、吴子漪、历尔康、周维寅、袁济安、杨绍东、余廷襄、贾焕臣、吴石、嚴寬、赵志垚、戴戟、徐文明、杜心如、杨言昌、董彦平、谈经国、陈联璧、戴嗣夏、刘永祚、郜子举、霍揆彰、周斌、吉章简、吴子健、林廷华、陈光组、石祖黄、章培、游凤池、徐祖诒、沈静、刘震清、劉任、周磐、柏天民、唐继鏻、冯璜、宋希濂、李树春、卢忠良、禄国藩、杜聿明、朱为鉁、黄仲恂、黄世途、陈敢、温其亮、吕兢存、段珩、许宗武、王靖宇、梁春溥、郗恩绥、王鸿韶、刘耀扬、曾以鼎、张言传、马毓智、张巽中、甘芳、阮肇昌、王孝缜、萧芹、林叔向、林元锐、邹作华、朱世明、王烈、黄秉衡、各给予胜利勋章。此令。
集团军级别将领、资深军长、黄埔一期等：
国民政府十月十日令：郭宗汾、赵子立、林董南、华振中、董英斌、宋肯堂、李世杰、孫渡、刘汝明、赵寿山、李兴中、赵承绶、孫楚、王敬久、王靖国、陈大庆、李觉、李玉堂、李仙洲、李鐵軍、王仲廉、李默庵、李文、丁德隆、董钊、张砺生、程树芬、傅仲芳、张轸、唐英、李及蘭、陶峙岳、梁世骥、顾希平、滕傑、刘子清、鲁宗敬、李煦寰、李树森、丘国珍、刘漫天、董其武、欧震、杨宏光、田镇南、曹福林、米文和、郭布鹏？、於达、韩汉英、张耀明、彭毓斌、楚溪春、彭善、朱鼎卿、刘尚志、张达、徐景唐、刘奉滨、徐梁、马鸿宾、陈铁、刘昌义、李铣、刘和鼎、张淦、苏祖馨、董宋珩、李宗昉、陈万仞、陶广、佟毅、张文清、区寿年、丁治磐、杨汉域、唐星、方先觉、张卓、萧之楚、廖震、李楚瀛、许绍宗、陈沛、竺鸣涛、李文田、张克侠、池峯城、周体仁、李明灏、李世龙、韩锡侯、王文彦、高桂滋、赵锡光、马步青、罗列、王凌云、罗历戎、邱清泉、钟纪、李弥、赵锡田、马敦静、霍守义、石觉、余锦源、武庭麟、李正先、胡琏、韩练成、陈鼎勋、张光玮、王铁汉、周毓瑛、赵公武、周福成、阙汉骞、马呈祥、聂松溪、鲁道源、刘振三、安恩溥、梁培璜、黄涛、张瑞贵、张弛、黄国樑、宋瑞珂、何文鼎、刘汝珍、陈孔达、陈明仁、傅翼、韩浚、施中诚、柳际明、廖昂、何基沣、方靖、马继援、孙福麟、吴绍周、刘嘉树、顾锡九、严明、王晋、侯镜如、卢濬泉、牟廷芳、黄隐、王毓文、梁汉明、李天霞、孙立人、廖耀湘、胡伯翰、沈发藻、袁庆荣、李汉章、沈瑞、刘家庆、袁樸、赖汝雄、梁华盛、何绍周、贾韫山、张濯清、王世和、黄杰、宋思一、严啸虎、文朝籍、宋邦荣、凌压西、彭诚孚、黄任寰、吴良琛、周熹文等二百十五员各给予胜利勋章。此令。
国民政府赈济委员会任要职：
国民政府十月十日令：許世英、颜惠庆、李煜瀛、王正廷、張元濟、屈映光、卢作孚、刘鸿生、黃仁霖、各给予胜利勋章。此令。
著名银行家：
国民政府十月十日令：张嘉璈、钱永铭、宋汉章、貝祖貽、陳輝德、席德懋、刘攻芸、徐柏園、宋子良、李国钦、卞寿孙、赵棣华、霍宝树、王韧？、徐维明、各给予胜利勋章。此令。
之后，在1945年11月12日、1946年1月2日、1946年5月5日、1946年5月7日、1946年5月8日、1946年5月9日、1946年5月10日、1946年5月11日、1946年10月10日、1946年10月12日、1946年10月14日、1946年10月15日、1946年10月16日、1946年10月17日、1946年10月18日、1946年10月19日、1946年10月21日、1946年10月22日、1946年10月23日、1946年10月24日、1946年10月25日、1946年10月28日、1946年11月12日、1947年7月7日等有颁发，共计有万余人获得了该勋章。